# Greta Johansson
Anna Teresa Margareta Johansson (Estocolm, 9 de gener de 1895 - San Mateo, 28 de gener de 1978) més coneguda com a Greta Johansson, va ser una saltadora i nadadora sueca que va competir als Jocs Olímpics d'Estiu de 1912. Va guanyar la medalla d'or als salts de palanca de 10 metres i va acabar quarta amb Suècia als 4x100 m relleus lliures, convertint-se en la primera dona guanyadora d'una medalla d'or per a Suècia.
Finalitzats els Jocs Olímpics de 1912 va emigrar a Califòrnia on es casà amb el també saltador suec Ernst Brandsten. El 1973 va entrar al Saló de la Fama de la Natació Internacional per la seva contribució als salts.